# Eucereon tigrisoma
Eucereon tigrisoma är en fjärilsart som beskrevs av Rothschild 1912. Eucereon tigrisoma ingår i släktet Eucereon och familjen björnspinnare. Inga underarter finns listade i Catalogue of Life.